# زائفة مشهقة
زائفة مشهقة (الاسم العلمي: Pseudomonas pertucinogena) هي نوع من البكتيريا تتبع جنس الزائفة من فصيلة الزوائف.